# 済州市

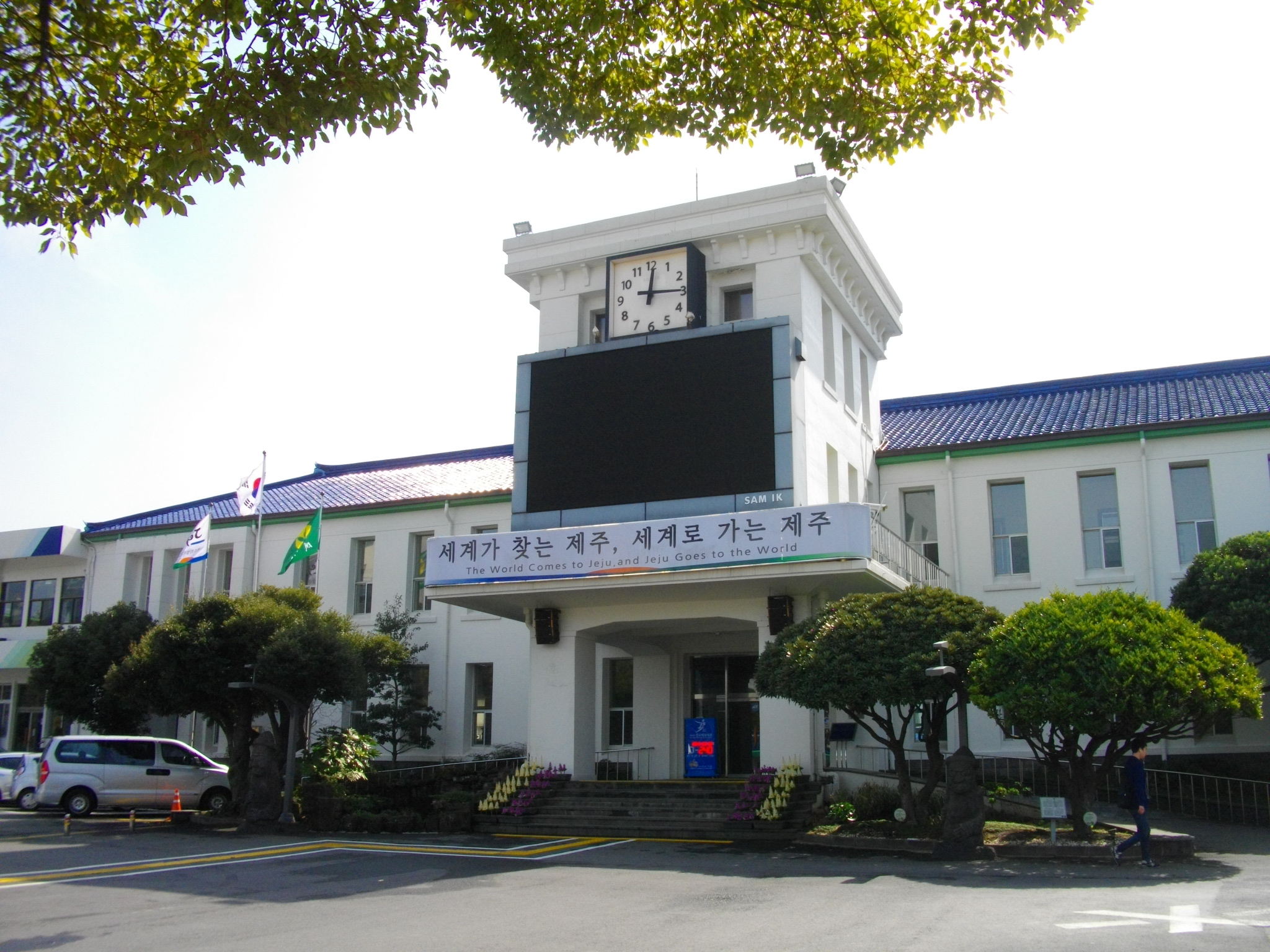
済州市庁舎

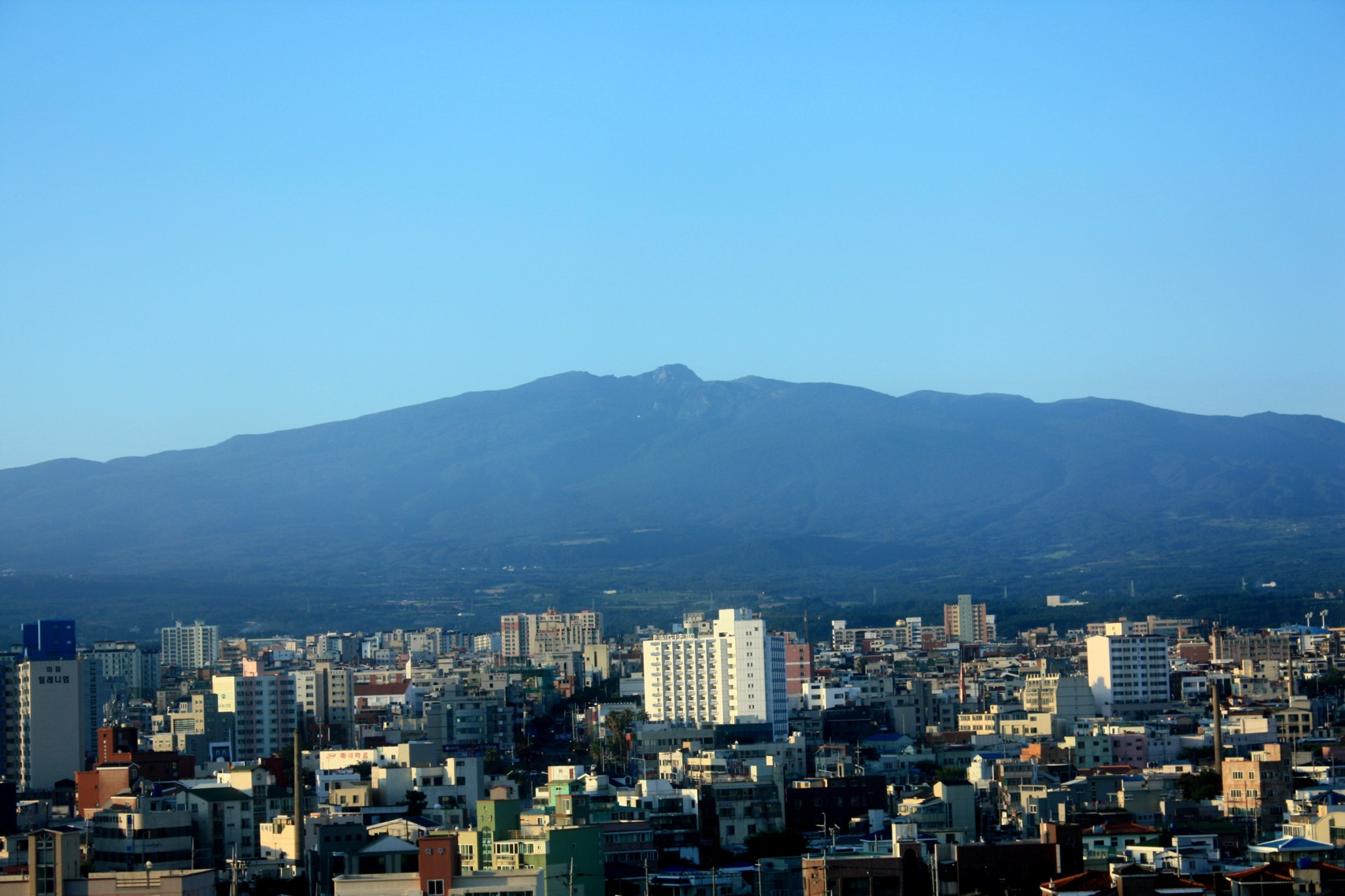
漢拏山と済州市

済州市（チェジュし）は、大韓民国済州特別自治道北部の市。済州特別自治道道庁所在地である。行政市であり、自治権を有しない。
国際自由都市を標榜し、年間400万人の観光客を迎える観光都市でもある。また、韓国内で唯一の「鉄道、高速道路のない道庁所在地」である。

## 地理
韓国本土の西南海上に浮かぶ済州島北部、漢拏山北麓中央に位置する。南は西帰浦市と接し、北は済州海峡に面する。
市街地は古くから発展した旧済州と、新しく発展した新済州に分かれている。

## 歴史
古代の耽羅国中心地であった。耽羅は498年百済に服属し、660年百済が滅亡すると一時、日本に朝貢したりしたが、結局新羅に属した。高麗が成立すると高麗に朝貢したが、この頃までは間接統治を受けていただけで、島内は耽羅星主が統治していた。1105年耽羅郡が設置され直接支配地域となった。その後、高麗から離れて元朝の直接支配下に置かれたこともあった。島の風土が馬牧に適していたからである。
- 1416年（太宗16年） - 牧制により、済州牧（地方長官所在地）を設置。
- 1895年 - 済州郡に改称し、済州府の管轄となる（二十三府制）。
- 1896年 - 済州牧に復し、全羅南道の管轄となる（十三道制）。
- 1906年 - 牧制の廃止により、済州郡を設置。
- 1909年 - 済州郡中面を設置。
- 1914年4月1日 - 済州郡済州面に改称。
- 1931年4月1日 - 済州面が済州邑に昇格。
- 1955年9月1日 - 北済州郡済州邑が済州市に昇格。
- 2006年7月1日 - 済州市・北済州郡が合併し、行政市の済州市が発足（4邑3面）。

## 行政

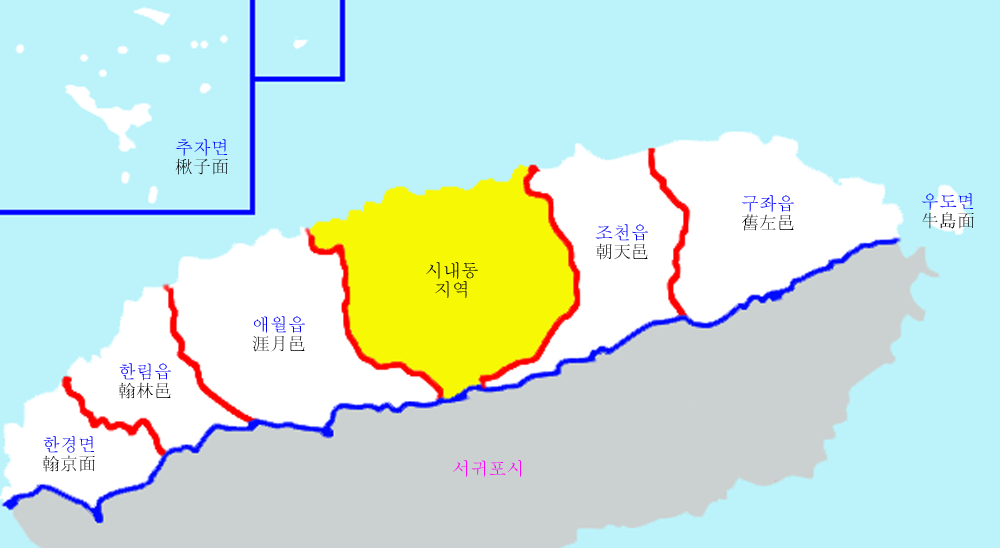
行政区域図

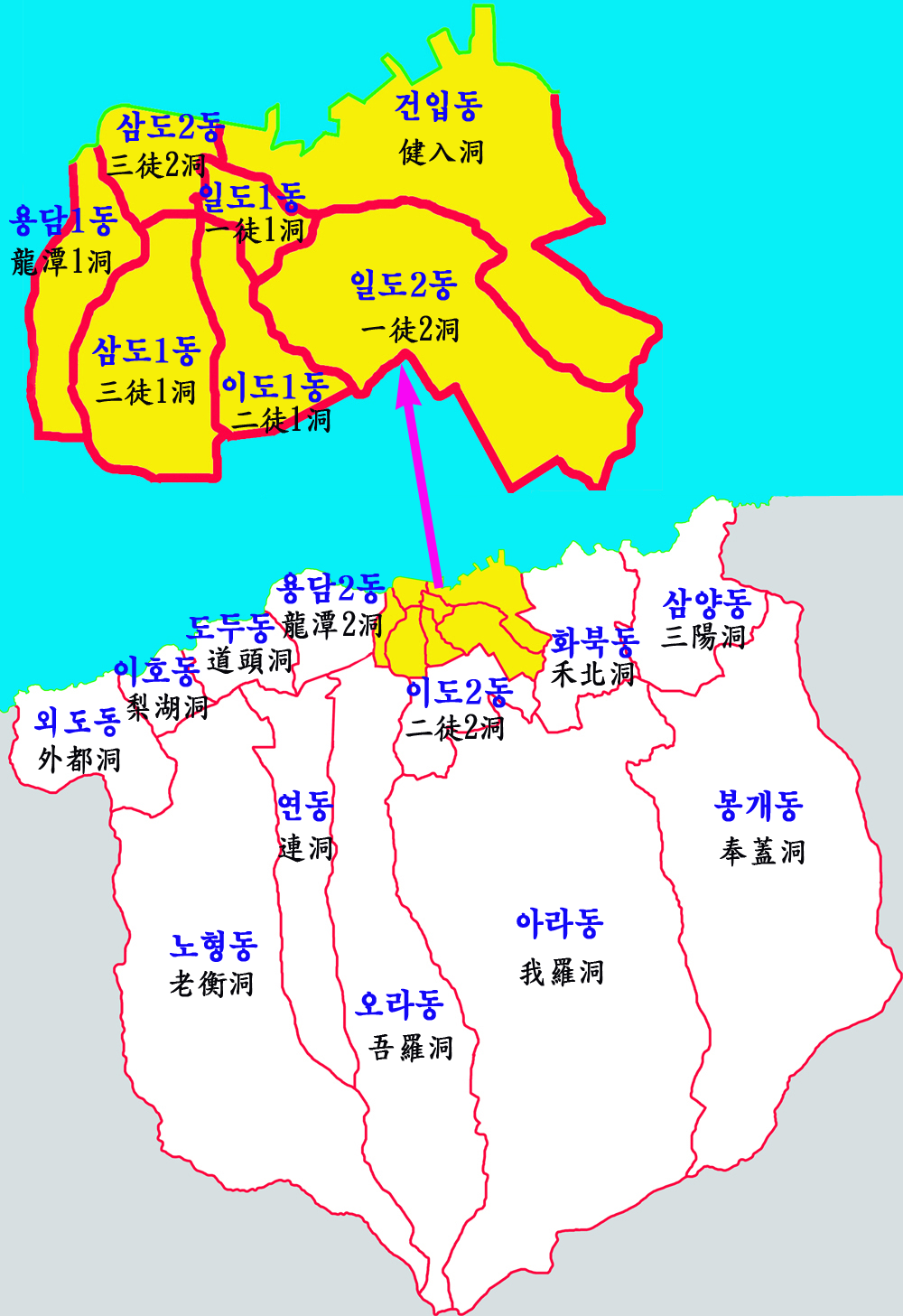
中心市街地の行政区域図

市内には19洞4邑3面541統2696班がある。
| 行政洞・邑・面 | 法定洞・法定里 |
| -------------- | --- |
| 一徒1洞        | 一徒一洞 |
| 一徒2洞        | 一徒二洞 |
| 二徒1洞        | 二徒一洞 |
| 二徒2洞        | 二徒二洞、道南洞 |
| 三徒1洞        | 三徒一洞 |
| 三徒2洞        | 三徒二洞 |
| 龍潭1洞        | 龍潭一洞 |
| 龍潭2洞        | 龍潭二洞、龍潭三洞 |
| 健入洞         | 健入洞 |
| 禾北洞         | 禾北一洞、禾北二洞 |
| 三陽洞         | 三陽一洞、三陽二洞、三陽三洞、道連一洞、道連二洞 |
| 奉蓋洞         | 奉蓋洞、回泉洞、龍崗洞 |
| 我羅洞         | 我羅一洞、我羅二洞、月坪洞、寧坪洞、梧登洞 |
| 吾羅洞         | 吾羅一洞、吾羅二洞、吾羅三洞 |
| 連洞           | 連洞 |
| 老衡洞         | 老衡洞、海安洞 |
| 外都洞         | 外都一洞、外都二洞、内都洞、都坪洞 |
| 梨湖洞         | 梨湖一洞、梨湖二洞 |
| 道頭洞         | 道頭一洞、道頭二洞 |
| 翰林邑         | 帰徳里、金陵里、今岳里、大林里、東明里、明月里、上大里、上明里、洙源里、甕浦里、月令里、月林里、翰林里、翰洙里、挟才里                                             |
| 旧左邑         | 金寧里、徳泉里、東福里、上道里、細花里、松堂里、月汀里、終達里、坪岱里、下道里、漢東里、杏源里                                                                     |
| 涯月邑         | 高内里、古城里、郭支里、光令里、旧厳里、錦城里、納邑里、鳳城里、上加里、上貴里、召吉里、水山里、涯月里、於音里、新厳里、流水岩里、長田里、下加里、下貴1里、下貴2里 |
| 朝天邑         | 橋来里、大屹里、北村里、善屹里、新村里、新興里、臥山里、臥屹里、朝天里、咸徳里                                                                                     |
| 翰京面         | 高山里、今藤里、楽泉里、頭毛里、新昌里、龍水里、楮旨里、造水里、清水里、板浦里                                                                                     |
| 牛島面         | 演坪里 |
| 楸子面         | 大西里、黙里、新陽里、永興里、礼草里 |

### 警察
- 済州東部警察署
- 済州西部警察署（涯月邑にある）

## 経済
国際自由都市としてカジノが公認されており、日本、中国、台湾からのリゾート客も多い。

## 姉妹都市
- 和歌山県和歌山市
- 大分県別府市
- 東京都荒川区
- 兵庫県三田市
- 上海市

- 桂林市
- 江蘇省揚州市
- 江蘇省崑山市
- カリフォルニア州サンタローザ

## 教育
- 済州大学校
- 済州教育大学校

## 交通
- 済州国際空港
- 済州港総合ターミナル